# Alseodaphne bancana
Alseodaphne bancana är en lagerväxtart som beskrevs av Friedrich Anton Wilhelm Miquel. Alseodaphne bancana ingår i släktet Alseodaphne och familjen lagerväxter. Inga underarter finns listade i Catalogue of Life.